# І
І je cirilska črka, ki se je razvila iz grške črke Ι (enako kot latinični I). Izgovarja se kot I in se tako tudi prečrkuje v latinico.
Črka І se izgovarja povsem enako kot črka И. Del jezikov, ki uporabljajo cirilico, je črko І zato opustil in uporablja samo И, del pa je za ta glas opustil И in uporablja І. Razlog za obstoj dveh črk z enako izgovorjavo je v grščini. Grški črki Ι (jota) in Η (eta) sta se prvotno izgovarjali kot i in ozki e. V času nastanka cirilice pa so Grki obe črki izgovarjali enako - kot i. Dvojnost pri pisanju glasu i se je prenesla v cirilico, črka Η pa se je pozneje preoblikovala v И.
V praksi je obveljalo pravilo, da se črko І piše pred samoglasniki, črko И pa pred soglasniki. To pravilo je veljalo v ruščini do pravopisne reforme leta 1918, ko so črko І opustili. V nekaterih posebnih primerih so uporabljali črki І in И tudi za ločevanje besed z enako izgovorjavo, npr.: миръ (mir) in мiръ (svet). Po letu 1918 se obe besedi piše kot мир.
Danes se črko I uporablja v ukrajinščini, beloruščini in rusinščini.
Tradicionalno ime črke I je desetiški i, ker se je črko І uporabljalo tudi za zapis števila 10.
| tiskano | pisano |
| ------- | ------ |
| І і     | І і    |

## Sorodne črke
Črki I je sorodna črka Ї (I s preglasom), ki se uporablja v ukrajinščini in se izgovarja kot ji, npr. v besedi Україна.